# إرشتة

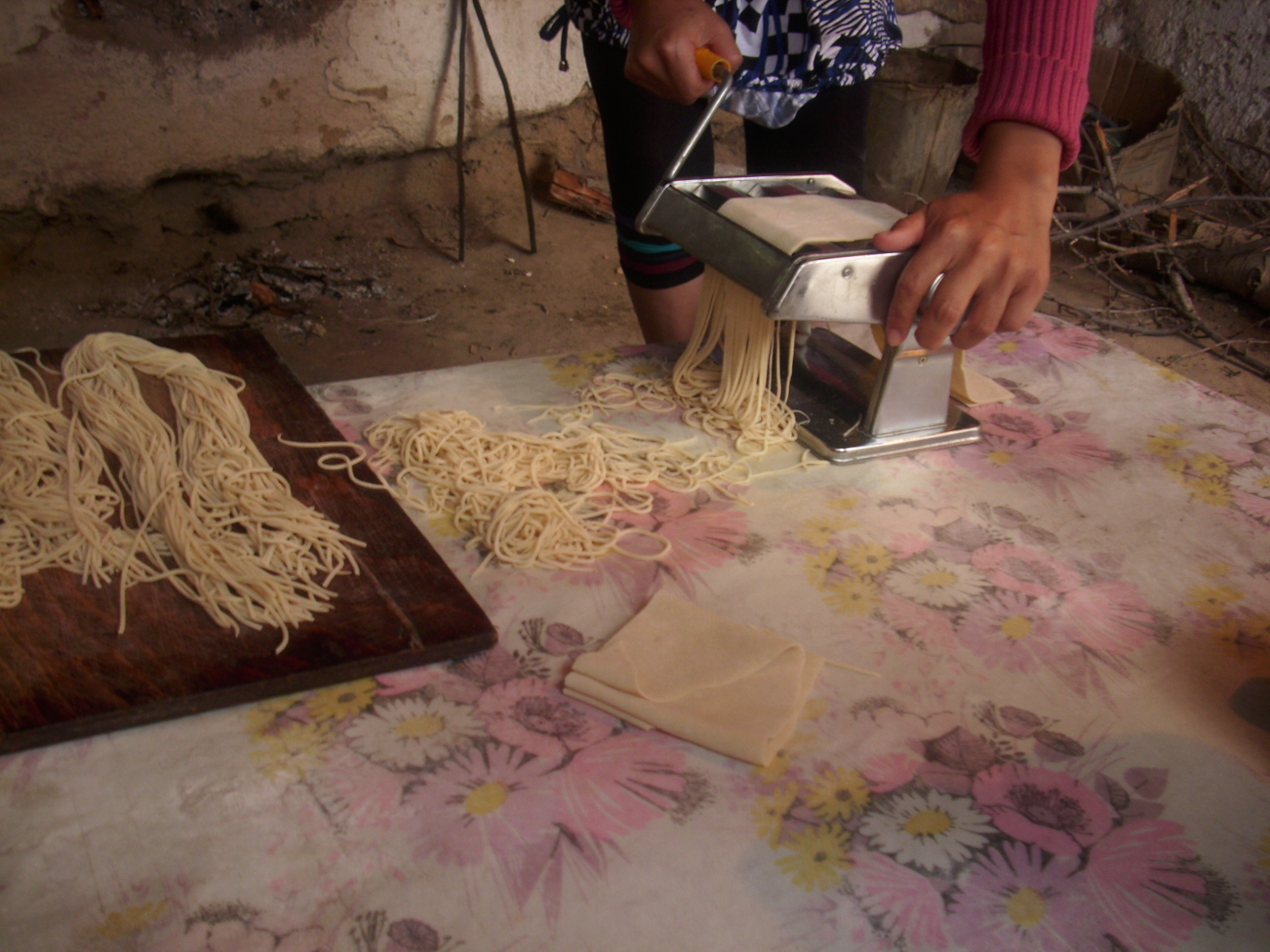
قسمة

الإرِشْتِة أو القِسْمة (بالتركية: Kesme أو Erişte) (بالفارسية: رشته) هو نوع من عصابنية البيض الموجودة في العديد من دول آسيا الوسطى ومنها المطبخ التركي الاسم القِسمة تشير إلى تقطيع العجين المتضمن في تحضير الطبق. قد يشير المصطلح إلى العصبانية نفسها أو الطبق المُعد المصنوع منها. الإرشتة هو طبق تقليدي مصنوع منزليًا ويندُر وجوده في المطاعم أو المقاهي. يؤكل الطبق في تركيا عمومًا في فصل الشتاء. وهي مصنوعة من الدقيق والبيض والماء والملح والحليب. تخلط هذه المكونات في عجينة تلف وتقطع وتجفف في الشمس أو في الفرن بعد تجفيفها لمدة يوم.

## تحضير الإرشتة
تتكون عجينة الإرشتة أو القسمة من الدقيق والماء والملح والبيض. تُفرد العجينة على شكل دائرة رفيعة كبيرة وتترك لتجف لمدة من الزمن. ثم تُرش بالطحين وتطوى عدة مرات فتُقطع إلى شرائح فتُفصل. يمكن غليها على الفور في مرق يحتوي مكونات مثل البطاطس واللحوم والجزر والفلفل والطماطم أو تركها لتتجمد وتخزن. غالبًا ما يتم صنع القسمة في كازان .

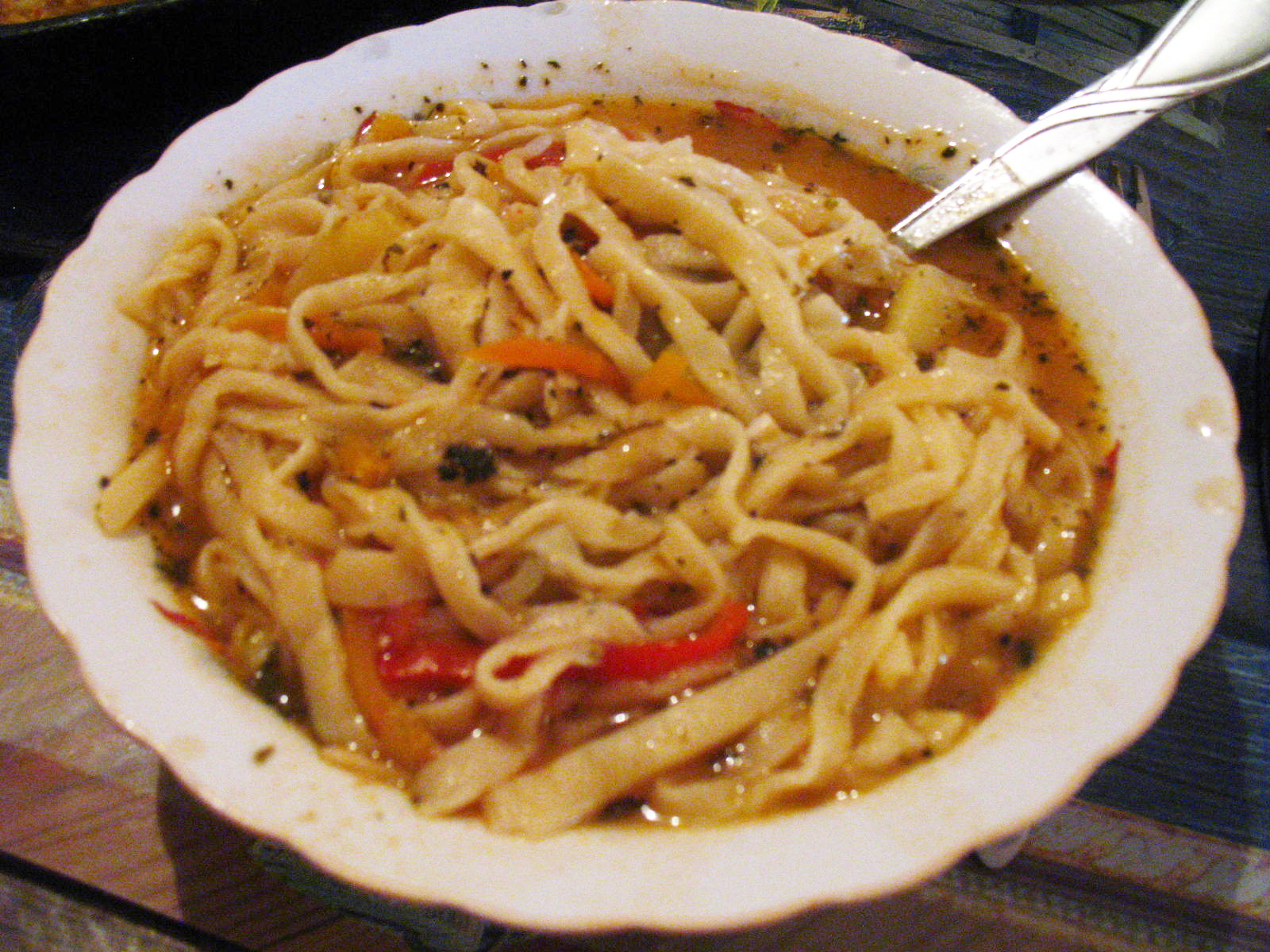
طبق إرشتة أو قسمة في مرق
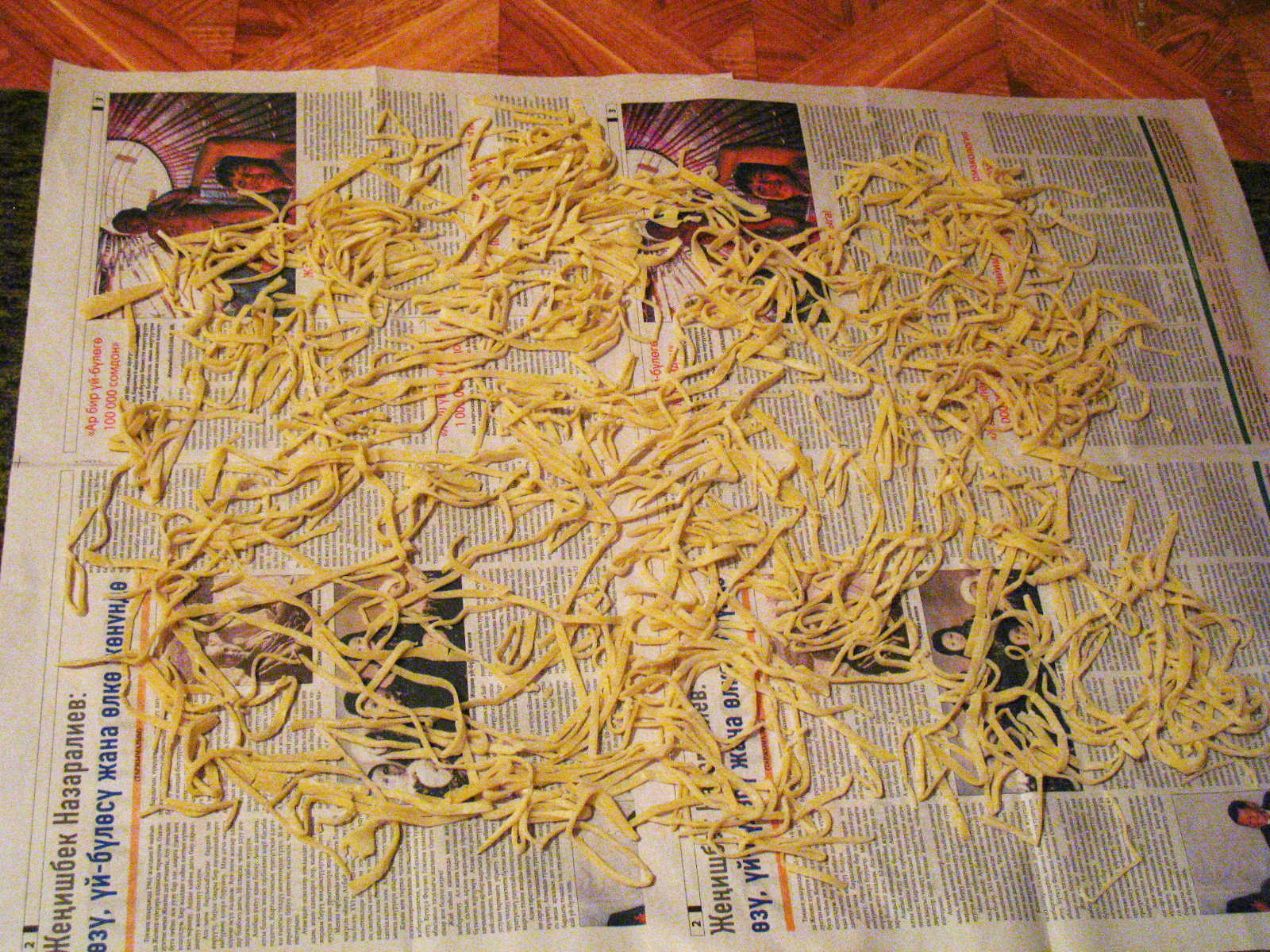
الإرشتة مفرومة لتجف
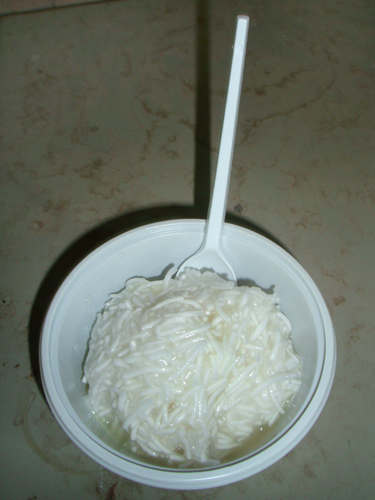
الفالوذج حلوى شيراز تقليدية
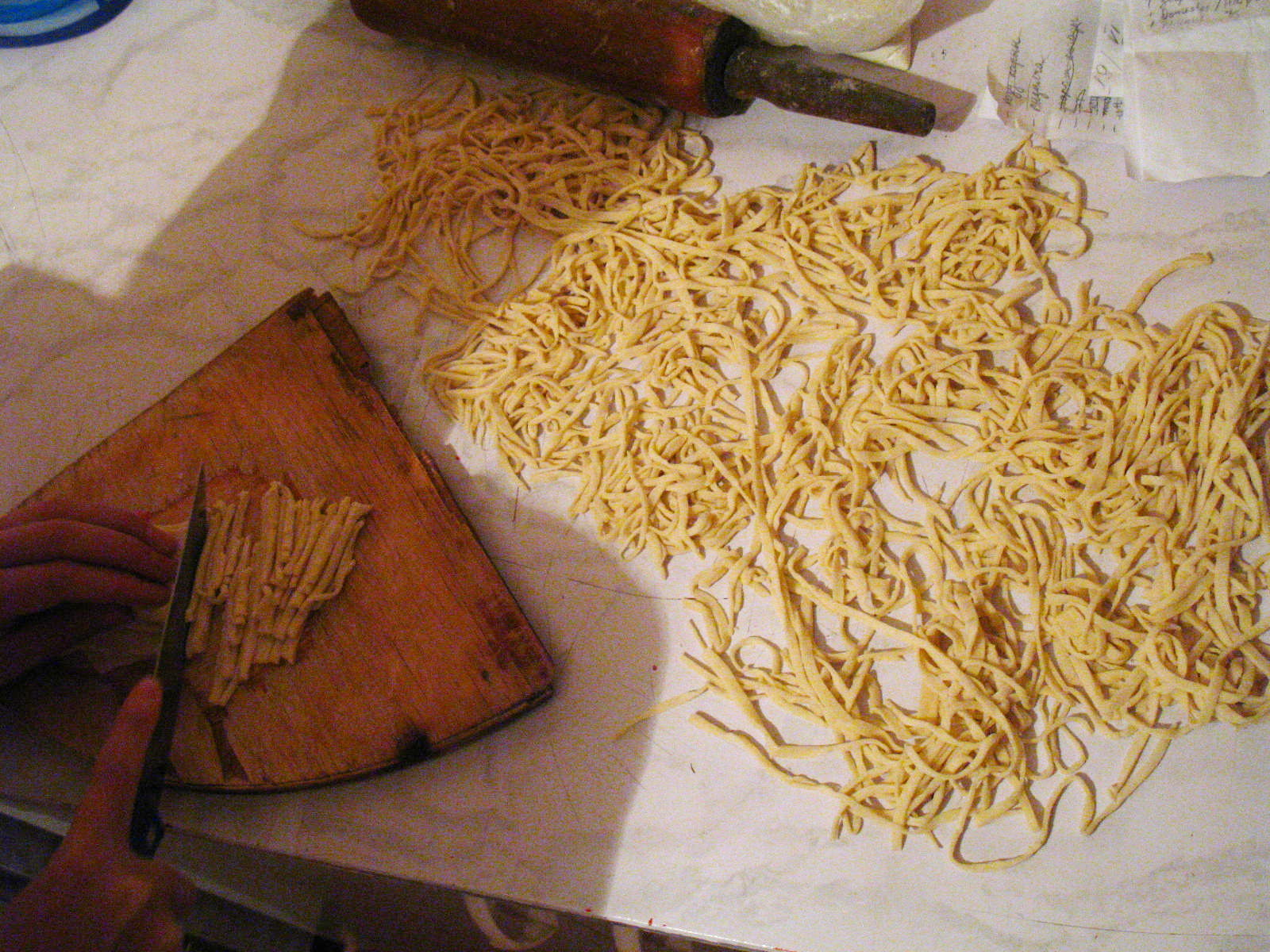